# Csaba Spandler
Csaba Spandler (sinh 7 tháng 3 năm 1996 ở Mór) là một cầu thủ bóng đá Hungary thi đấu cho Ferenc Puskás Football Academy.

## Thống kê câu lạc bộ
| Câu lạc bộ          | Mùa giải | Giải vô địch | Giải vô địch | Cúp  | Cúp | Cúp Liên đoàn | Cúp Liên đoàn | Châu Âu | Châu Âu | Tổng | Tổng |
| Câu lạc bộ          | Mùa giải | Trận         | Bàn          | Trận | Bàn | Trận          | Bàn           | Trận    | Bàn     | Trận | Bàn  |
| ------------------- | -------- | ------------ | ------------ | ---- | --- | ------------- | ------------- | ------- | ------- | ---- | ---- |
| Puskás              |          |              |              |      |     |               |               |         |         |      |      |
| 2013–14             | 0        | 0            | 0            | 0    | 6   | 0             | –             | –       | 6       | 0    |      |
| 2014–15             | 14       | 0            | 1            | 0    | –   | –             | –             | –       | 15      | 0    |      |
| 2016–17             | 29       | 1            | 1            | 0    | –   | –             | –             | –       | 30      | 1    |      |
| 2017–18             | 22       | 1            | 10           | 0    | –   | –             | –             | –       | 32      | 1    |      |
| 2018–19             | 12       | 0            | 2            | 0    | –   | –             | –             | –       | 14      | 0    |      |
| 2019–20             | 18       | 0            | 4            | 0    | –   | –             | –             | –       | 22      | 0    |      |
| Tổng                | 95       | 2            | 18           | 0    | 6   | 0             | 0             | 0       | 119     | 2    |      |
| Csákvár             |          |              |              |      |     |               |               |         |         |      |      |
| 2015–16             | 14       | 0            | 0            | 0    | –   | –             | –             | –       | 14      | 0    |      |
| Tổng                | 14       | 0            | 0            | 0    | 0   | 0             | 0             | 0       | 14      | 0    |      |
| Tổng cộng sự nghiệp |          | 109          | 2            | 18   | 0   | 6             | 0             | 0       | 0       | 133  | 2    |

Cập nhật theo các trận đấu đã diễn ra tính đến ngày 27 tháng 6 năm 2020.